# Coccomyces arbutifolius
Coccomyces arbutifolius är en svampart som beskrevs av Sherwood 1980. Coccomyces arbutifolius ingår i släktet Coccomyces och familjen Rhytismataceae.   Inga underarter finns listade i Catalogue of Life.